# Acsinte Gaspar
Acsinte Gaspar (n. 19 noiembrie 1937, Liteni, România – d. 3 iunie 2025) a fost un jurist român, care a deținut funcția de deputat de Vâlcea pe listele partidului PDSR (în legislaturile 1996-2000 și 2000-2004), precum și de ministru delegat pentru relația cu Parlamentul (2000-2004) în Guvernul Adrian Năstase. Din anul 2004 până în 2013 a fost judecător la Curtea Constituțională a României.

## Biografie
Acsinte Gaspar s-a născut la data de 19 noiembrie 1937 în comuna Liteni (județul Baia). A absolvit Facultatea de Drept din București în anul 1963. După o scurtă perioadă de activitate ca judecător (1963-1965), Acsinte Gaspar devine Consilier, șeful sectorului juridic al Consiliului de Stat (1965-1989), care pregătea decretele lui Ceaușescu.
După Revoluția din decembrie 1989, a fost numit ca șef de sector la Consiliul Frontului Salvării Naționale. În anul 1990 este numit în funcția de Secretar general al Camerei Deputaților, deținând această însărcinare până în anul 1996.
În anul 1994 devine membru al Partidului Democrației Sociale din România (PDSR), actualul PSD. În cadrul acestui partid, a îndeplinit funcțiile de copreședinte al Departamentului de politici în domeniul justiției și legislației și prim-vicepreședinte al Organizației județene Vâlcea al PDSR.
Între anii 1996–2004, Acsinte Gaspar a fost deputat de Vâlcea ales pe listele PSD. În prima legislatură (1996-2000), el a fost membru în Biroul Permanent al Camerei Deputaților, îndeplinind funcțiile de chestor, secretar și vicepreședinte (septembrie - decembrie 1999). În cea de a doua legislatură (2000-2004), a făcut parte din Comisia juridică, de disciplină și imunități a Camerei Deputaților. Și-a dat demisia din demnitatea aleasă de deputat la 14 iunie 2004. conform HCD nr.7/2004.
În calitate de parlamentar, el a fost inițiator sau coinițiator a 25 de propuneri legislative, dintre care menționăm pe cele adoptate de Parlament: Legea privind responsabilitatea ministerială, Legea privind organizarea și desfășurarea referendumului, Legea privind proclamarea Zilei drapelului național, Legea privind proclamarea Zilei imnului național al României, Legea privind organizarea Monitorului Oficial al României, Legea privind modificarea articolului 17 din Legea nr.146/1997 privind taxele judiciare de timbru, Legea privind normele de tehnică legislativă pentru elaborarea actelor normative, Legea privind regimul juridic al terenului aferent Palatului Parlametului și Legea privind structura personalului Curții Constituționale.
În cadrul guvernului Adrian Năstase, Acsinte Gaspar a îndeplinit funcțiile de ministru pentru relația cu Parlamentul (28 decembrie 2000 - 19 iunie 2003) și apoi, după restructurarea guvernului, pe cea de ministru delegat pentru relația cu Parlamentul (19 iunie 2003 - 8 iunie 2004).
În iunie 2004, a fost desemnat ca judecător la Curtea Constituțională a României pentru un mandat de 9 ani, renunțând atât la funcția de ministru (la 8 iunie 2004), cât și la cea de deputat în Parlamentul României (la 14 iunie 2004).
Acsinte Gaspar este căsătorit și are un fiu. Soția judecătorului Acsinte Gaspar este Gabriela Gaspar, care a îndeplinit funcția de președinte al Judecătoriei Brașov, secretar de stat în Ministerul Justiției (2001-2002) și apoi de judecător la Curtea Supremă de Justiție (din martie 2002).